# Tušice
Tušice é um município da Eslováquia, situado no distrito de Michalovce, na região de Košice. Tem 6,23 km² de área e sua população em 2018 foi estimada em 669 habitantes.

## Demografia
| Ano:        | 1994 | 2004   | 2014   | 2024   |
| ----------- | ---- | ------ | ------ | ------ |
| Broj ljudi: | 688  | 696    | 689    | 667    |
| Razlika:    |      | +1,16% | -1,00% | -3,19% |

| Ano:               | 2023 | 2024   |
| ------------------ | ---- | ------ |
| Número de pessoas: | 666  | 667    |
| Diferença:         |      | +0,15% |